# Liste der Baudenkmäler in Holzheim (bei Dillingen an der Donau)
Auf dieser Seite sind die Baudenkmäler in der schwäbischen Gemeinde Holzheim zusammengestellt. Diese Tabelle ist eine Teilliste der Liste der Baudenkmäler in Bayern. Grundlage ist die Bayerische Denkmalliste, die auf Basis des Bayerischen Denkmalschutzgesetzes vom 1. Oktober 1973 erstmals erstellt wurde und seither durch das Bayerische Landesamt für Denkmalpflege geführt wird. Die folgenden Angaben ersetzen nicht die rechtsverbindliche Auskunft der Denkmalschutzbehörde.
 Die Liste gibt den Fortschreibungsstand vom 31. Mai 2018 wieder und umfasst achtzehn Baudenkmäler.

## Baudenkmäler nach Ortsteilen

### Holzheim
| Lage                                                     | Objekt                             | Beschreibung | Akten-Nr.             | Bild |
| -------------------------------------------------------- | ---------------------------------- | --- | --------------------- | --- |
| Augsburger Straße 4 (Standort)                           | Katholische Pfarrkirche St. Martin | Flachgedeckter spätgotischer Saalbau mit eingezogenem Chor, Turmunterbau 12. Jahrhundert, 1506, Erweiterung durch Johann Michael Suiter 1759; mit Ausstattung (siehe auch: Kanzel); Friedhofsmauer mit Rundturm mit Kegeldach, mittelalterlich. | D-7-73-140-1 Wikidata | weitere Bilder |
| Mairgasse 1 (Standort)                                   | Ehemaliger Meierhof                | Eingeschossiger Satteldachbau, wohl 17. Jahrhundert. | D-7-73-140-4 Wikidata | weitere Bilder |
| Michael-Dobler-Straße 35 (Standort)                      | Katholische Kapelle St. Sebastian  | Einschiffiger Bau mit Turm, 1716 über älterem Kern in ehemaligem Burgstallgelände errichtet; mit Ausstattung. | D-7-73-140-5 Wikidata | weitere Bilder |
| Nähe Bogenbach (am Wallfahrtsweg nach Violau) (Standort) | Feldkapelle                        | Wohl Ende 17. Jahrhundert; mit Ausstattung | D-7-73-140-6 Wikidata | [[Vorlage:Bilderwunsch/code!/C:48.502168,10.537063!/D:Nähe Bogenbach (am Wallfahrtsweg nach Violau), Feldkapelle!/\|BW]] |

### Altenbaindt
| Lage                              | Objekt                              | Beschreibung | Akten-Nr.             | Bild           |
| --------------------------------- | ----------------------------------- | --- | --------------------- | -------------- |
| Am Kirchplatz 2 (Standort)        | Wohnhaus                            | Erdgeschossiges Giebelhaus mit Satteldach und Gesimsteilung am Giebel, 18. Jahrhundert.                                                                                          | D-7-73-140-9 Wikidata | Wohnhaus       |
| St.-Stephanus-Straße 5 (Standort) | Pfarrhaus                           | Zweigeschossiger Walmdachbau mit Aufzugsgaube, 1622 erbaut, im 18. Jahrhundert erneuert.                                                                                         | D-7-73-140-8 Wikidata | Pfarrhaus      |
| St.-Stephanus-Straße 7 (Standort) | Katholische Pfarrkirche St. Stephan | Einschiffiger Bau mit korbbogig geschlossenem Chor und Satteldachturm, im Kern um 1500, Turm 1739 erhöht, Neubau wohl von Joseph Bichlmayer, 1784; mit Ausstattung: Kanzel u. a. | D-7-73-140-7 Wikidata | weitere Bilder |

### Ellerbach
| Lage                     | Objekt                                     | Beschreibung | Akten-Nr.              | Bild           |
| ------------------------ | ------------------------------------------ | --- | ---------------------- | -------------- |
| Dorfstraße 20 (Standort) | Bauernhof                                  | Stattlicher eingeschossiger Wohnteil mit Satteldach und Zwerchgiebel, zweite Hälfte 19. Jahrhundert; Mitterstallbau mit Querfirststadel, zweite Hälfte 19. Jahrhundert; Pfründehäuschen, zweite Hälfte 19. Jahrhundert. | D-7-73-140-11 Wikidata | weitere Bilder |
| Kirchstraße 8 (Standort) | Katholische Pfarrkirche St. Peter und Paul | Flachgedeckter Saalbau mit eingezogenem, dreiseitig geschlossenem Chor und Satteldachturm, erbaut 1860, Turm 14./15. Jahrhundert; mit Ausstattung.                                                                      | D-7-73-140-10 Wikidata | weitere Bilder |

### Eppisburg
| Lage                                               | Objekt                               | Beschreibung | Akten-Nr.              | Bild |
| -------------------------------------------------- | ------------------------------------ | --- | ---------------------- | --- |
| Am Kirchberg 8 (Standort)                          | Katholische Pfarrkirche St. Nikolaus | Saalbau mit tonnengewölbtem Langhaus und eingezogenem Chor, Satteldachturm 15./16. Jahrhundert, Neubau von Ludwig Ungewitter, 1922/24; mit Ausstattung. | D-7-73-140-12 Wikidata | weitere Bilder |
| Schwärz (an der Straße nach Binswangen) (Standort) | Feldkapelle                          | Schlichter Bau mit Satteldach, 1916 erbaut; mit Ausstattung.                                                                                            | D-7-73-140-14 Wikidata | [[Vorlage:Bilderwunsch/code!/C:48.527335,10.570971!/D:Schwärz (an der Straße nach Binswangen), Feldkapelle!/\|BW]] |

### Fultenbach
| Lage                       | Objekt                                                          | Beschreibung                                                                        | Akten-Nr.              | Bild           |
| -------------------------- | --------------------------------------------------------------- | ----------------------------------------------------------------------------------- | ---------------------- | -------------- |
| Gefällstraße 21 (Standort) | Ehemaliges Nebengebäude des abgegangenen Klosters Fultenbach    | Zweigeschossiger Walmdachbau, mit Kellergewölben, im Kern um 1700.                  | D-7-73-140-15 Wikidata | weitere Bilder |
| Talstraße 6 (Standort)     | Kapelle                                                         | Schlichter Bau mit Dachreiter, 1844; mit Ausstattung.                               | D-7-73-140-18 Wikidata | weitere Bilder |
| Talstraße 7 (Standort)     | Ehemaliges Brauereigebäude des abgegangenen Klosters Fultenbach | Zweigeschossiger Satteldachbau mit Kellergewölben, wohl von Valerian Brenner, 1688. | D-7-73-140-17 Wikidata | weitere Bilder |

### Weisingen
| Lage                         | Objekt                                             | Beschreibung | Akten-Nr.              | Bild                         |
| ---------------------------- | -------------------------------------------------- | --- | ---------------------- | ---------------------------- |
| Hauptstraße 43 (Standort)    | Ehemaliges Gasthaus zur Krone                      | Zweigeschossiger Satteldachbau, zwei Eckerker ab Obergeschoss des Südgiebels, bezeichnet mit „1737“. | D-7-73-140-20 Wikidata | weitere Bilder               |
| Hauptstraße 45 (Standort)    | Katholische Pfarrkirche St. Sixtus                 | Einschiffiger Bau mit eingezogenem Chor, Langhaus mit Flachdecke und Stichkappen, nach Plänen von Balthasar Suiter, 1732, Veränderungen 1871 und um 1800, Turmunterbau 15. Jahrhundert; mit Ausstattung (siehe auch: Kanzel); in teilweise ummauertem Friedhof. | D-7-73-140-19 Wikidata | weitere Bilder               |
| Hochstiftstraße 2 (Standort) | Ehemaliges hochstiftisches Pflegamt, jetzt Rathaus | Stattlicher zweigeschossiger Walmdachbau mit rustizierten Ecklisenen und rustizierter Zugangsnische, wohl 1790/91 von Alois Feistle, im Dachtragwerk ältere Balken (teilweise bezeichnet mit „1672“).                                                           | D-7-73-140-21 Wikidata | weitere Bilder               |
| Lauinger Straße (Standort)   | Katholische Herrgottskapelle                       | Offene Halle mit drei Rundbogenarkaden, erste Hälfte 18. Jahrhundert; mit Ausstattung | D-7-73-140-23 Wikidata | Katholische Herrgottskapelle |

## Ehemalige Baudenkmäler
In diesem Abschnitt sind Objekte aufgeführt, die früher einmal in der Denkmalliste eingetragen waren, jetzt aber nicht mehr. Objekte, die in anderem Zusammenhang also z. B. als Teil eines Baudenkmals weiter eingetragen sind, sollen hier nicht aufgeführt werden. Aktennummern in diesem Abschnitt sind ehemalige, jetzt nicht mehr gültige Aktennummern.

| Lage                                     | Objekt   | Beschreibung | Akten-Nr.             | Bild     |
| ---------------------------------------- | -------- | --- | --------------------- | -------- |
| Holzheim Augsburger Straße 13 (Standort) | Wohnhaus | Zweigeschossiger Walmdachbau mit profiliertem Traufgesims, Mitte 19. Jahrhundert. 2018 aus der Denkmalliste gestrichen. | D-7-73-140-2 Wikidata | Wohnhaus |